# Misa Criolla
 (décembre 2017).
Si vous disposez d'ouvrages ou d'articles de référence ou si vous connaissez des sites web de qualité traitant du thème abordé ici, merci de compléter l'article en donnant les références utiles à sa vérifiabilité et en les liant à la section « Notes et références ».
La Misa Criolla (messe créole) est une œuvre musicale pour solistes, chœur et orchestre, de nature religieuse et folklorique, créée par le musicien argentin Ariel Ramírez (1921-2010). L'œuvre a été composée et enregistrée en 1964 et publiée sous forme d'album en 1965 chez Philips, avec le groupe folklorique Los Fronterizos. L'album a reçu des disques d'or et de platine. Elle fut inscrite au catalogue du Vatican, où elle fut également présentée sous le pontificat du pape Paul VI, comme une « œuvre d'importance religieuse universelle ».

## Description
C’est grâce au concile Vatican II de 1962, qui permet de dire la messe en langue vernaculaire, que le compositeur argentin Ariel Ramirez peut écrire sa « Misa Criolla », en espagnol, avec tous les rythmes et les couleurs de la musique de son pays natal.
Cette messe comporte les cinq parties habituelles de la liturgie catholique (Kyrie, Gloria, Credo, Sanctus, Agnus Dei), ce que l'on appelle l'ordinaire.  Ne sont pas abordés les chants d'entrée et d'envoi, le Notre-Père, le psaume, la prière universelle et le chant de communion. Le texte est en espagnol.
Le choix de mélodies, de rythmes et d'instruments issus du vaste folklore résultant du métissage des peuples autochtones et des conquérants européens, rend l'œuvre plus vivante, moins austère, plus proche du public auquel elle s'adresse. Ariel Ramirez avait en effet des amis prêtres ( dont Alejandro Mayol (es) cf ci-dessous) qui désespéraient de voir le peuple participer activement à leur messe : comment mieux louer Dieu qu'avec ses propres rythmes, ses instruments et dans sa langue ? Ramirez en 1952 à Francfort aurait appris l'histoire d'Elisabeth et Regina Brückner, deux sœurs allemandes qui auraient soutenu clandestinement des prisonniers juifs dans un camp de concentration. L'idée de cette messe lui serait alors venue en remerciement : la Misa Criolla leur est dédiée.
Trois prêtres ont traduit les textes et vérifié leur conformité :
- le père Antonio Osvaldo Catena, ami d'enfance de Ramirez, président de la conférence épiscopale sud-américaine,
- le père Jesús Gabriel Segade, qui a fait les arrangements des chœurs et dirigé ces mêmes chœurs lors de la première représentation (la Cantoría de la Basílica del Socorro (es)),
- le père Alejandro, qui a aussi composé d'autres œuvres populaires et une Passion selon Saint Jean, où ces rythmes sont repris. Alejandro Mayol, le "père Alejandro" était proche de Vatican II, c'était le "prêtre du peuple". Il avait une émission à la TV et avait enregistré des disques pour la jeunesse.

Il existe une version remixée, Misa Criola de Fuego (1982), ainsi qu'une interprétation par Mercedes Sosa (2000). La Misa a aussi été chantée  entre autres, par la chorale de la Communauté du Chemin Neuf en 1999 en France, ou Jose Carreras en 1989. Elle est reprise régulièrement en France par nombre de chorales qui s'adjoignent alors un ou plusieurs des instruments d'origine dont au moins un bombo, le tambour qui rythme l'ensemble de la messe.

### Les cinq parties
- Kyrie – Vidala baguala (la vidala est le blues argentin, très lent, la baguala, tres lente aussi se rapprochant des chants indigènes des premières nations)
- Gloria – Carnavalito, proche du Carnaval, avec une introduction sous forme de Yaraví (rythme très ancien proche de la culture quechua, rythme de prière)
- Credo – Chacarera trunca (cousine lointaine de la valse)
- Sanctus – Carnaval cochabambino (rythme très enlevé, caractéristique des processions indigènes des Andes lors des carnavals et de la fête de la Saint-Jean, en référence à Cochabamba, sa région d'origine)
- Agnus Dei – Estilo

### Le reste de l'album
L'album sur lequel cette messe a été gravée est sorti en 1964, chanté par Los Fronterizos, groupe populaire en Argentine et connu à l'étranger pour son répertoire folklorique. Mais c'est la Misa Criolla qui leur permet d’accéder à la consécration mondiale. Le mot  folklorique n'est pas connoté en Amérique du Sud comme il l'est en France : les musiques traditionnelles ayant encore un vaste auditoire parmi la jeunesse en 2020 bien qu'ayant beaucoup évolué : le chamamé par exemple est encore très vivant et remplit des stades et des salles. Le groupe était alors composé de Eduardo Madeo, Gerardo Lopez, Julio César Isella et Juan Carlos Moreno (voca), Jaime Torres (charango), Chango Faras Gumez (percussions), Raul Barboza (acordéon), Luis Amaya (guitare). Dans les versions filmées, le groupe est régulièrement accompagné par une chorale. L'album a été réalisé par Ariel Ramirez lui-même.
L'album contient une autre œuvre  religieuse d'Ariel Ramirez, la Navidad nuestra , qui comporte une célèbre mélodie, sur le titre La peregrinacion, qui a été reprise par de nombreux artistes, dont Jaime Torres, Mercedes Sosa en Argentine, Chabuca Granda à Lima.
En France, c'est Gilles Dreu qui fait connaitre cette mélodie avec son succès intitulé "Alouette", dont les paroles en français sont sans rapport avec le sujet original. Ce titre a été inspiré par le son des premières paroles du titre original : "A la huella, la huella" . La huella, et en particulier la huella pampéana est une danse argentine très proche dans son exécution d'une autre danse (et dans la structure du chant) : le gato , proche de la chacaréra. "A la huella, la huella" est repris traditionnellement dans le chant de la huella en début de refrain.  La "huella", la trace, l'empreinte, le chemin désigne aussi le chemin parcouru par Marie et Joseph lors de la fuite en Égypte, la "perigrination".
La Navidad nuestra (nos fêtes de la nativité, Noël) est une œuvre qui rassemble six épisode de la nativité dans les évangiles avec des rythmes populaires typiques de différentes régions de l'Argentine. La poésie correspond aux formes habituelles dans chacun des genres.
- "La anunciación" , l'annonciation (chamamé).
- "La peregrinación" (huella pampeana Huella (danse) (es)).
- "El nacimiento", la nativité (vidala catamarqueña).
- "Los pastores", les bergers (chaya riojana).
- "Los reyes magos", les rois mages (taquirari : rythme binaire très enlevé tombé en désuétude malgré un titre de Los Jaivas[4] depuis mais qui réapparaît sur les réseaux sociaux à travers de nombreux évènements locaux[5]. C'est une danse de couple).
- "La huida" (vidala tucumana).